# You and I (canción de t.A.T.u.)

You and I es el tercer sencillo del álbum Veseliye Ulybki del grupo t.A.T.u., la canción fue estrenada en Love Radio (Rusia) el 12 de septiembre de 2008. Lena, en una entrevista telefónica para la radio "Europa Plus Ucrania Radio" , confirmó que "You and I" no tendrá video, ya que esta canción está conectada con la película, y que tal vez al estreno (planeado para fines de 2009 o a principios de 2010, harán algo con la canción, "You and I" solo fue Radio Single.
- Datos: Q612198